# Desirée Vila Bargiela
Pour les articles homonymes, voir Vila et Bargiela.
 (juin 2024).
 (février 2024).
La mise en forme du texte ne suit pas les recommandations de Wikipédia : il faut le « wikifier ».
Les points d'amélioration suivants sont les cas les plus fréquents. Le détail des points à revoir est peut-être précisé sur la page de discussion.
- Les titres sont pré-formatés par le logiciel. Ils ne sont ni en capitales, ni en gras.
- Le texte ne doit pas être écrit en capitales (les noms de famille non plus), ni en gras, ni en italique, ni en « petit »…
- Le gras n'est utilisé que pour surligner le titre de l'article dans l'introduction, une seule fois.
- L'italique est rarement utilisé : mots en langue étrangère, titres d'œuvres, noms de bateaux, etc.
- Les citations ne sont pas en italique mais en corps de texte normal. Elles sont entourées par des guillemets français : « et ».
- Les listes à puces sont à éviter, des paragraphes rédigés étant largement préférés. Les tableaux sont à réserver à la présentation de données structurées (résultats, etc.).
- Les appels de note de bas de page (petits chiffres en exposant, introduits par l'outil «  Source ») sont à placer entre la fin de phrase et le point final[comme ça].
- Les liens internes (vers d'autres articles de Wikipédia) sont à choisir avec parcimonie. Créez des liens vers des articles approfondissant le sujet. Les termes génériques sans rapport avec le sujet sont à éviter, ainsi que les répétitions de liens vers un même terme.
- Les liens externes sont à placer uniquement dans une section « Liens externes », à la fin de l'article. Ces liens sont à choisir avec parcimonie suivant les règles définies. Si un lien sert de source à l'article, son insertion dans le texte est à faire par les notes de bas de page.
- La présentation des références doit suivre les conventions bibliographiques. Il est recommandé d'utiliser les modèles {{Ouvrage}}, {{Chapitre}}, {{Article}}, {{Lien web}} et/ou {{Bibliographie}}. Le mode d'édition visuel peut mettre en forme automatiquement les références.
- Insérer une infobox (cadre d'informations à droite) n'est pas obligatoire pour parachever la mise en page.

Pour une aide détaillée, merci de consulter Aide:Wikification.
Si vous pensez que ces points ont été résolus, vous pouvez retirer ce bandeau et améliorer la mise en forme d'un autre article.
Desirée Vila Bargiela est une athlète paralympique espagnole née le 15 juin 1998, à Vigo (Galice, nord-ouest de l’Espagne). La jeune sportive, très médiatisée en Espagne, conjugue vie étudiante, vie sportive professionnelle et vie active.  Elle étudie les relations internationales et réside au centre d’entraînement des sportifs de haut niveau de Madrid en vue des Jeux Paralympiques Paris 2024. Le 15 juin 2024 elle saura si elle est sélectionnée pour les J.P.O. Paris 2024,.Influenceuse sur de nombreux réseaux sociaux, conférencière pour la fondation ADECCO afin que chacun puisse trouver sa place dans le monde du travail, elle y contribue en étant l'une des ambassadrices de la cause des personnes en situation de handicap,,.Elle obtient le soutien de nombreux sponsors et elle devient l’égérie de nombreuses marques internationales dans des domaines très divers tels que ceux de la mode, du sport, de la technologie orthopédique, de l'automobile, de la banque ou même de celui du jouet lorsqu'elle inspire une nouvelle poupée d'une marque très connue.

## Biographie
En 2012, âgée de 14 ans, Desirée Vila Bargiela devient championne de Galice de gymnastique acrobatique, sport qu’elle a commencé cette même année,.
Deux ans plus tard, en 2014, elle obtient le titre de Championne d’Espagne de gymnastique acrobatique avec son trio.
Et la même année, elle participe au mondial de gymnastique acrobatique à Paris où elle finit 19ème avec son équipe. La gymnastique acrobatique n’est pas une discipline olympique.
Le 26 février 2015, survient son accident lors d’un entraînement qui cause une fracture du tibia et du péroné. À la suite une négligence médicale de la part du médecin traumatologue qui ne prend pas la mesure de la gravité de la blessure de la jeune sportive, Desirée est transférée dans un autre centre hospitalier et devra subir une amputation de la jambe droite,.
Deux années s'écoulent et en mars 2017, un premier jugement condamne le traumatologue, le docteur L., à deux ans de prison, 4 ans sans pouvoir exercer et 2,1 millions d’euros pour les frais consécutifs à l’amputation de sa jambe droite à la suite d'une erreur médicale.
Desirée est alors au Royaume-Uni où elle poursuit des études de tourisme, perfectionne son anglais et se montre engagée dans une association caritative où elle intervient en tant que bénévole.
C'est au cours de l'année 2018 que Desirée est sacrée Championne d’Espagne de saut en longueur T63. Les catégories des sportifs de para-athlétisme sont désignées par une combinaison d'une lettre et de deux chiffres. Ici la lettre "T" renvoie au mot anglais "Track" (piste) pour une épreuve sur la piste en opposition à la lettre "F" pour "Field" (champ) qui fait référence aux épreuves sur l'aire centrale du stade où se déroule la compétition. Le premier chiffre "6" fait allusion à l'absence d'un membre inférieur et à l'utilisation d'un membre appareillé. Le deuxième chiffre, ici "3" renvoie au degré du handicap sur une échelle allant de 1 à 8.
Puis le 22 août 2018  elle participe au championnat d’Europe de saut en longueur T63.
Plus d'un an après le premier jugement, en janvier 2019, un deuxième jugement réduit les sanctions infligées au traumatologue à l’origine de l’amputation d’une partie de la jambe de Desirée.
A nouveau en mars 2019 Desirée Vila Bargiela est sacrée championne d’Espagne du 100m et du saut en longueur T63.
En Novembre 2019 elle décroche la  8ème place en saut en longueur femme T63 aux Mondiaux de Para Athlétisme de Dubaï aux Emirats Arabes Unis et 9ème au 100m,.
Desirée Vila monte sur le podium en atteignant la troisième position lors du Championnat d’Europe de saut en longueur femme catégorie T 63 le 3 juin 2021 à Bydgoszcz en Pologne.
Sa première participation à des Jeux Paralympiques ceux de « Tokyo 2020 » aura lieu en réalité en 2021 en raison de la pandémie de Covid-19. Desirée n’obtiendra pas de médaille olympique mais elle se montre performante. Le 2 septembre 2021 elle finit 6ème du saut en longueur T63. Le 4 septembre 2021 elle finit 7ème au 100m,,.
Sa riche carrière sportive l'amène à participer le 15 juillet 2023 aux Championnats du Monde de para athlétisme au stade Charléty de Paris lors de l’épreuve de saut en longueur catégorie T63 où elle parvient à la cinquième place.
Ce n'est qu'en juin 2024 que l'athlète participera à la sélection pour les Jeux Paralympiques de Paris 2024 qui auront lieu entre le 30 août et le 7 septembre 2024 au stade de France à Saint-Denis pour les épreuves de para athlétisme. La finale de l'épreuve de saut en longueur femmes T63 se tiendra normalement le jeudi 5 septembre 2024 entre 19 heures et 22 heures au Stade de France selon le calendrier officiel.https://france-paralympique.fr/wp-content/uploads/2023/02/calendrier-de-competition-paralympique-par-epreuves.pdf  A 26 ans, il s'agit de sa deuxième participation à des Jeux Paralympiques. Lors de l'épreuve de saut en longueurs femmes T63, Desirée Vila Bargiela a obtenu la neuvième place avec un saut de 3,98 mètres,.
Après les Jeux Paralympiques, Desirée ira vivre à Londres pour finir ses études de Relations Internationales.

## Palmarès
En 2018, la médaille d’or de saut en longueur femmes T63 est remportée par Desirée VILA BARGIELA lors du Championnat d’Espagne
En 2021, Desirée VILA BARGIELA remporte la médaille de bronze en T63 lors de l'épreuve de saut en longueur femme au cours du Championnat d’Europe en Pologne.

## Publications
Trois ans après son accident, en juin 2018, Desirée Vila Bargiela publie son livre autobiographique « Lo único incurable son las ganas de vivir » (La seule chose incurable c’est l’envie de vivre) de 232 pages qui relate ce qu’elle a vécu avant, pendant et après son accident et son amputation,.
Cinq ans après, le six janvier 2023, la traduction collective en français de son livre est mise en ligne sur le site du lycée Frédéric Joliot-Curie de Dammarie-lès-Lys (Seine-et-Marne, Académie de Créteil,  France).

## Prix et hommages
Le 16 février 2019 Desirée Vila Bargiela reçoit le Prix des Kinésithérapeutes de la région de Galice en Espagne.
En 2021, elle entre dans le classement des personnalités les plus influentes de Galice avec la position n° 589 selon le Courrier de Galice.
C'est à Madrid, le 2 décembre 2022, que Desirée Vila Bargiela reçoit la Médaille d’Or de l’Ordre Royal du Mérite Sportif des mains du Président du Conseil Supérieur des Sports, José Manuel Franco, la veille du 3 décembre, journée symbolique car il s’agit de la journée internationale des personnes en situation de handicap,.

Octobre 2023, Desirée Vila Bargiela reçoit le Prix du Dépassement lors de la cérémonie de la Troisième édition du Gala Femmes et Sports à Madrid.https://www.sport.es/es/noticias/deportes/iii-gala-woman-sport-premio-93389656
Toujours dans la capitale espagnole, le 26 octobre 2023, Desirée Vila Bargiela reçoit le Prix Glamour Women of the Year 2023.

Le 28 mai 2024, lors de la Troisième édition du Gala Top Women in Sports, Desirée Vila Bargiela, qui fait partie des 100 femmes les plus influentes de l'industrie du sport en Espagne, a été récompensée par le jury qui lui a accordé le Prix Révélation Sportive Paralympique. https://www.heraldo.es/noticias/deportes/2024/05/28/cien-nombres-de-mujer-en-la-gala-top-women-in-sport-1737425.html